# گواناخای
گواناخای (به اسپانیایی: Guanajay) یک منطقهٔ مسکونی در کوبا است که در استان آرتمیسا واقع شده‌است. گواناخای ۱۱۳ کیلومتر مربع مساحت و ۲۸٬۴۲۹ نفر جمعیت دارد و ۱۱۰ متر بالاتر از سطح دریا واقع شده‌است.